# 새뮤얼 페이지
새뮤얼 페이지(Samuel Page, 1976년 11월 5일 ~ )는 미국의 배우이다.

## 출연 작품
- 더 프레피 커넥션
- 코트
- 1915
- 더 타이거 헌터